# Castignano
Castignano est une ville d'Italie centrale, dans la région des Marches.

## Géographie
Commune italienne d'environ 3 000 habitants, située dans la province d'Ascoli Piceno, dans la région Marches, en Italie

## Administration
| Période                                  | Période  | Identité            | Étiquette | Qualité |
| ---------------------------------------- | -------- | ------------------- | --------- | ------- |
| 14 juin 2004                             | En cours | Domenico Corradetti |           |         |
| Les données manquantes sont à compléter. |          |                     |           |         |

### Hameaux
Ripaberarda, San Venanzo, San Martino, Castiglioni, Rufiano, Sant'Angelo di Ripaberarda

### Communes limitrophes
Appignano del Tronto, Ascoli Piceno, Cossignano, Montalto delle Marche, Montedinove, Offida, Rotella

## Personnalités
- Marco Marchei : Marathonien y est né le 2 août 1954
- Maurizio Marchei : Footballeur y est né le 17 avril 1954